# Chersońska Obwodowa Administracja Państwowa

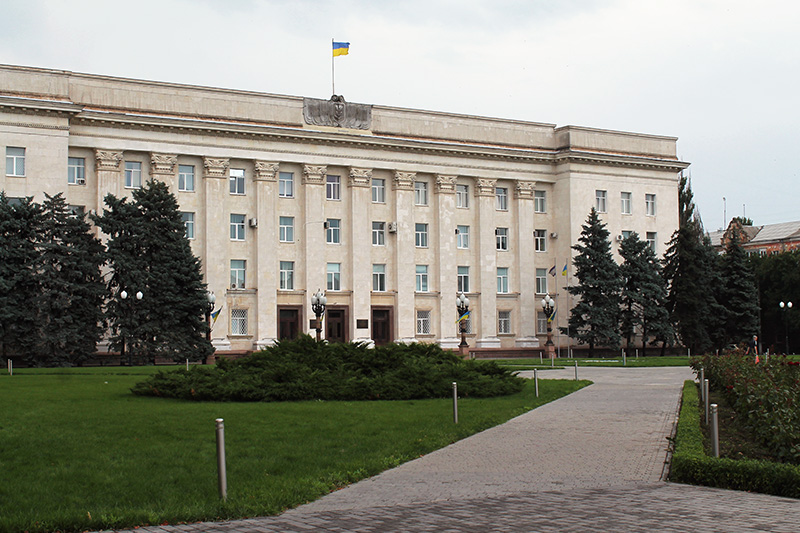
Budynek Chersońskiej Obwodowej Administracji Państwowej

Chersońska Obwodowa Administracja Państwowa – obwodowa administracja państwowa (ODA), działająca w obwodzie chersońskim Ukrainy.

## Przewodniczący ODA
- Ołeksandr Melnykow (przedstawiciel prezydenta, od 23 marca 1992 do lipca 1994)
- Witalij Żołobow (od 11 lipca 1995 do 7 czerwca 1996)
- Jurij Karasyk (p.o., od 7 czerwca do 8 sierpnia 1996)
- Jurij Karasyk (od 8 sierpnia 1996 do 25 lipca 1997)
- Mychajło Kusznerenko (od 28 lipca 1997 do 7 kwietnia 1998)
- Anatolij Kasjanenko (od 7 kwietnia 1998 do 15 lipca 1999)
- Ołeksandr Werbycki (od 17 lipca 1999 do 1 grudnia 2001)
- Jurij Krawczenko (od 1 grudnia 2001 do 21 maja 2002)
- Anatolij Jurczenko (od 21 maja 2002 do 5 lipca 2004)
- Serhij Dowhań (od 5 lipca do 11 października 2004)
- Wołodymyr Chodakiwski (od 11 października 2004 do 14 stycznia 2005)
- Borys Siłenkow (od 4 lutego 2005 do 18 marca 2010)
- Anatolij Hrycenko (od 18 marca do 18 czerwca 2010)
- Mykoła Kostiak (od 18 czerwca 2010 do 2 marca 2014)
- Jurij Odarczenko (od 3 marca do 18 sierpnia 2014)
- Andrij Putiłow (od 9 września 2014 do 18 grudnia 2015)
- Andrij Hordiejew (od 28 kwietnia 2016 do 12 kwietnia 2019)
- Dmytro Butrij (p.o., od 12 kwietnia do 11 lipca 2019)
- Jurij Husiew (od 11 lipca 2019 do 3 grudnia 2020)
- Serhij Kozyr (p.o., od 3 grudnia 2020 do 1 marca 2021)
- Serhij Kozyr (od 1 marca do 26 października 2021)
- Hennadij Łahuta (od 26 października 2021 do 9 lipca 2022)
- Dmytro Butrij (p.o., od 9 lipca do 3 sierpnia 2022)
- Jarosław Januszewycz (od 3 sierpnia 2022 do 24 stycznia 2023)[1]
- Oleksandr Prokudin (od 24 stycznia 2023)